# 대한민국 개인정보 보호법
대한민국 개인정보 보호법은 개인정보의 수집 · 유출 · 오용 · 남용으로부터 사생활의 비밀 등을 보호함으로써 국민의 권리와 이익을 증진하고, 나아가 개인의 존엄과 가치를 구현하기 위하여 개인정보 처리에 관한 사항을 규정함을 목적으로 하는 대한민국의 법률이다.(시행 2013년 3월 23일, 법률 제11690호) 개인정보보호법에서는 구 공공기관의 개인정보보호에 관한 법률과 달리 공공기관뿐 아니라 법인, 단체, 개인 등으로 개인정보처리자의 범위가 확대되었다.

## 참고 문헌
- 성선제, 개인정보보호법, 서울경제경영, 2014. ISBN 9788997937172